# Synagoge (Herne)
Die Synagoge in Herne, einer Großstadt in Nordrhein-Westfalen, wurde 1910/11 errichtet. Die Synagoge stand an der Kreuzung Schaeferstraße und Hermann-Löns-Straße, früher Hohenzollernstraße.
Die Synagoge in Herne ähnelte anderen westfälischen Synagogenbauten, wie z. B. in Münster oder Detmold.
Beim Novemberpogrom 1938 setzten Nationalsozialisten die Synagoge in Brand. Der Dachstuhl und die Innenräume brannten völlig aus.